# Spanyol uralkodók házastársainak listája
Ez a lap a spanyol uralkodók házastársainak listája.

## Spanyolország királynéja (1526–napjainkig)

### Habsburg-ház
| Portré | Uralkodói név                      | Felmenője                                         | Házasságkötése       | Uralkodói hitvessé válása              | Uralkodói hitvesi terminusa vége    | Halála                         | Házastársa | Forr. |
| ------ | ---------------------------------- | ------------------------------------------------- | -------------------- | -------------------------------------- | ----------------------------------- | ------------------------------ | ---------- | ----- |
|        | Portugáliai Izabella királyné      | I. Mánuel portugál király (Avisok)                | 1526. március 10.    | 1526. március 10.                      | 1539. május 1. (35 évesen)          | 1539. május 1. (35 évesen)     | I. Károly  | [ 1 ] |
|        | Angliai Mária királyné             | VIII. Henrik angol király (Tudorok)               | 1554. július 25.     | 1556. január 16. hitvese trónra lépte  | 1558. november 17. (42 évesen)      | 1558. november 17. (42 évesen) | II. Fülöp  | [ 2 ] |
|        | Franciaországi Izabella királyné   | II. Henrik francia király (Valois-ok)             | 1559. június 22.     | 1559. június 22.                       | 1568. október 3. (23 évesen)        | 1568. október 3. (23 évesen)   | II. Fülöp  | [ 3 ] |
|        | Ausztriai Anna királyné            | II. Miksa német-római császár (Habsburgok)        | 1570. szeptember 12. | 1570. szeptember 12.                   | 1580. október 26. (30 évesen)       | 1580. október 26. (30 évesen)  | II. Fülöp  | [ 4 ] |
|        | Ausztriai Margit királyné          | II. Károly osztrák főherceg (Habsburgok)          | 1599. április 18.    | 1599. április 18.                      | 1611. október 3. (26 évesen)        | 1611. október 3. (26 évesen)   | III. Fülöp | [ 5 ] |
|        | Franciaországi Izabella királyné   | IV. Henrik francia király (Bourbonok)             | 1615. november 25.   | 1621. március 31. hitvese trónra lépte | 1644. október 6. (41 évesen)        | 1644. október 6. (41 évesen)   | IV. Fülöp  | [ 6 ] |
|        | Ausztriai Marianna királyné        | III. Ferdinánd német-római császár (Habsburgok)   | 1649. október 7.     | 1649. október 7.                       | 1665. szeptember 17. hitvese halála | 1696. május 16. (61 évesen)    | IV. Fülöp  | [ 7 ] |
|        | Marie Louise d’Orléans királyné    | I. Fülöp, Orléans hercege (Orléans-iak)           | 1679. november 19.   | 1679. november 19.                     | 1689. február 12. (26 évesen)       | 1689. február 12. (26 évesen)  | II. Károly | [ 8 ] |
|        | Pfalz–Neuburgi Mária Anna királyné | Fülöp Vilmos választófejedelem (Pfalz–Neuburgiak) | 1690. május 14.      | 1690. május 14.                        | 1700. november 1. hitvese halála    | 1740. július 16. (72 évesen)   | II. Károly | [ 9 ] |

### Bourbon-ház
| Portré | Uralkodói név                               | Felmenője                                                  | Házasságkötése      | Uralkodói hitvessé válása | Uralkodói hitvesi terminusa vége | Halála                           | Házastársa     | Forr.  |
| ------ | ------------------------------------------- | ---------------------------------------------------------- | ------------------- | --- | --- | -------------------------------- | -------------- | ------ |
|        | Savoyai Mária Lujza királyné                | II. Viktor Amadé szárd–piemonti király (Savoyaiak)         | 1701. november 2.   | 1701. november 2. | 1714. február 14. (25 évesen) | 1714. február 14. (25 évesen)    | V. Fülöp       | [ 10 ] |
|        | Farnese Izabella királyné                   | II. Odoardo parmai herceg (Farnessék)                      | 1714. december 24.  | 1714. december 24. | 1724. január 14. hitvese lemondása | 1766. július 11. (73 évesen)     | V. Fülöp       | [ 11 ] |
|        | Louise Élisabeth d’Orléans királyné         | II. Fülöp, Orléans hercege (Orléans-iak)                   | 1722. január 20.    | 1724. január 14. hitvese trónra lépte | 1724. augusztus 31. hitvese halála | 1742. június 16. (32 évesen)     | I. Lajos       | [ 12 ] |
|        | Farnese Izabella királyné                   | II. Odoardo parmai herceg (Farnessék)                      | 1714. december 24.  | 1724. szeptember 6. hitvese trónra lépte | 1746. július 9. hitvese halála | 1766. július 11. (73 évesen)     | V. Fülöp       | [ 11 ] |
|        | Portugáliai Borbála királyné                | V. János portugál király (Bragançák)                       | 1729. január 20.    | 1746. július 9. hitvese trónra lépte | 1758. augusztus 27. (46 évesen) | 1758. augusztus 27. (46 évesen)  | VI. Ferdinánd  | [ 13 ] |
|        | Szászországi Mária Amália királyné          | III. Ágost lengyel király (Wettinek)                       | 1738. június 19.    | 1759. augusztus 10. hitvese trónra lépte | 1760. szeptember 27. (35 évesen) | 1760. szeptember 27. (35 évesen) | III. Károly    | [ 14 ] |
|        | Parmai Mária Lujza királyné                 | I. Fülöp parmai herceg (Bourbon–Parmaiak)                  | 1765. szeptember 4. | 1788. december 14. hitvese trónra lépte | 1808. március 19. hitvese trónfosztása | 1819. január 2. (67 évesen)      | IV. Károly     | [ 15 ] |
|        | Szicíliai Mária Antónia Asztúria hercegnéje | I. Ferdinánd nápoly–szicíliai király (Bourbon–Szicíliaiak) | 1802. október 4.    | Hitvese, a trónörökös első felesége. Mivel még férje megkoronázása előtt elhunyt, így nem lett belőle királyné. Halálát betegség okozta, de felmerült a gyanú, hogy anyósa megmérgezte. | Hitvese, a trónörökös első felesége. Mivel még férje megkoronázása előtt elhunyt, így nem lett belőle királyné. Halálát betegség okozta, de felmerült a gyanú, hogy anyósa megmérgezte. | 1806. május 21. (21 évesen)      | VII. Ferdinánd | [ 16 ] |

### Bonaparte-ház
| Portré | Uralkodói név        | Felmenője      | Házasságkötése     | Uralkodói hitvessé válása            | Uralkodói hitvesi terminusa vége        | Halála                       | Házastársa       | Forr.  |
| ------ | -------------------- | -------------- | ------------------ | ------------------------------------ | --------------------------------------- | ---------------------------- | ---------------- | ------ |
|        | Julie Clary királyné | François Clary | 1794. augusztus 1. | 1808. junius 8. hitvese trónra lépte | 1813. december 13. hitvese trónfosztása | 1845. április 7. (73 évesen) | Joseph Bonaparte | [ 17 ] |

### Bourbon-ház
| Portré | Uralkodói név                       | Felmenője                                               | Házasságkötése       | Uralkodói hitvessé válása | Uralkodói hitvesi terminusa vége          | Halála                         | Házastársa     | Forr.  |
| ------ | ----------------------------------- | ------------------------------------------------------- | -------------------- | ------------------------- | ----------------------------------------- | ------------------------------ | -------------- | ------ |
|        | Portugáliai Mária Izabella királyné | VI. János portugál király (Bragançák)                   | 1816. szeptember 29. | 1816. szeptember 29.      | 1818. december 26. (21 évesen)            | 1818. december 26. (21 évesen) | VII. Ferdinánd | [ 18 ] |
|        | Szászországi Mária Jozefa királyné  | Miksa szász koronaherceg (Wettinek)                     | 1819. október 20.    | 1819. október 20.         | 1829. május 18. (25 évesen)               | 1829. május 18. (25 évesen)    | VII. Ferdinánd | [ 19 ] |
|        | Szicíliai Mária Krisztina királyné  | I. Ferenc nápoly–szicíliai király (Bourbon–Szicíliaiak) | 1829. december 11.   | 1829. december 11.        | 1833. szeptember 29. hitvese halála       | 1878. július 22. (72 évesen)   | VII. Ferdinánd | [ 20 ] |
|        | Cádizi Ferenc a királynő férje      | Ferenc de Paula spanyol infáns (Bourbonok)              | 1846. október 10.    | 1846. október 10.         | 1868. szeptember 30. hitvese trónfosztása | 1902. április 16. (79 évesen)  | II. Izabella   | [ 21 ] |

### Savoya–Carignanói-ház
| Portré | Uralkodói név                     | Felmenője                         | Házasságkötése  | Uralkodói hitvessé válása               | Uralkodói hitvesi terminusa vége       | Halála                        | Házastársa | Forr.  |
| ------ | --------------------------------- | --------------------------------- | --------------- | --------------------------------------- | -------------------------------------- | ----------------------------- | ---------- | ------ |
|        | Maria Vittoria dal Pozzo királyné | Carlo Emanuele dal Pozzo (Pozzók) | 1867. május 30. | 1870. november 16. hitvese trónra lépte | 1873. február 11. hitvese trónfosztása | 1876. november 8. (29 évesen) | I. Amadé   | [ 22 ] |

### Bourbon-ház
| Portré | Uralkodói név                            | Felmenője                                               | Házasságkötése     | Uralkodói hitvessé válása             | Uralkodói hitvesi terminusa vége       | Halála                        | Házastársa   | Forr.  |
| ------ | ---------------------------------------- | ------------------------------------------------------- | ------------------ | ------------------------------------- | -------------------------------------- | ----------------------------- | ------------ | ------ |
|        | María de las Mercedes d’Orléans királyné | Antoine d’Orléans, Montpensier hercege (Orléans-iak)    | 1878. január 23.   | 1878. január 23. hitvese trónra lépte | 1878. június 26. (18 évesen)           | 1878. június 26. (18 évesen)  | XII. Alfonz  | [ 23 ] |
|        | Ausztriai Mária Krisztina királyné       | Károly Ferdinánd osztrák főherceg (Habsburg–Tescheniek) | 1879. november 29. | 1879. november 29.                    | 1885. november 25. hitvese halála      | 1929. február 6. (70 évesen)  | XII. Alfonz  | [ 24 ] |
|        | Battenbergi Viktória Eugénia királyné    | Henrik Móric battenbergi herceg (Battenbergiek)         | 1906. május 31.    | 1906. május 31.                       | 1931. április 14. hitvese trónfosztása | 1969. április 15. (81 évesen) | XIII. Alfonz | [ 25 ] |

| Portré | Uralkodói név                          | Felmenője                                                         | Házasságkötése  | Uralkodói hitvessé válása               | Uralkodói hitvesi terminusa vége   | Halála    | Házastársa      | Forr.  |
| ------ | -------------------------------------- | ----------------------------------------------------------------- | --------------- | --------------------------------------- | ---------------------------------- | --------- | --------------- | ------ |
|        | Görögországi és Dániai Zsófia királyné | I. Pál görög király (Schleswig–Holstein–Sonderburg–Glücksburgiak) | 1962. május 14. | 1975. november 22. hitvese trónra lépte | 2014. június 18. hitvese lemondása | (86 éves) | I. János Károly | [ 26 ] |
|        | Letizia Ortiz királyné                 | Jesús Ortiz Álvarez és Paloma Rocasolano                          | 2004. május 22. | 2014. június 19. hitvese trónra lépte   | hivatalban                         | (52 éves) | VI. Fülöp       | [ 27 ] |

## Forrás
1. ↑  Empress Isabella Habsburg (Aviz), princess of Portugal (angol nyelven) (html). Geni.com
2. ↑  Mary Tudor, Queen of England and Ireland (angol nyelven) (html). Geni.com
3. ↑  Elisabeth de Valois, of Valois (angol nyelven) (html). Geni.com
4. ↑  Reina Consorte Anna von Österreich Habsburg (österreichische Linie), Queen Consort of Spain (angol nyelven) (html). Geni.com
5. ↑  Margaret von Hapsburg, Queen Of Spain, Archduchess of Austria (angol nyelven) (html). Geni.com
6. ↑  Élisabeth de Bourbon, reine consort d'Espagne (angol nyelven) (html). Geni.com
7. ↑  Reina Madre Maria Anna von Österreich, Reina consorte de España (angol nyelven) (html). Geni.com
8. ↑  Marie Louise of Orleans, Queen consort of Spain (angol nyelven) (html). Geni.com
9. ↑  Maria Anna Wittelsbach (of Neuburg), Queen of Spain (angol nyelven) (html). Geni.com
10. ↑  Princess of Savoy Maria Luisa Gabriella di Savoia, Reina consorte de España (angol nyelven) (html). Geni.com
11. 1 2  Gravin Elisabeth de Farnesio (Farnese), queen consort of Spain (angol nyelven) (html). Geni.com
12. ↑  Louise Elizabeth d'Orléans (angol nyelven) (html). Geni.com
13. ↑  Maria Madalena Bárbara Xavier Leonor Teresa Antónia Josefa de Bragança, Reina de España (angol nyelven) (html). Geni.com
14. ↑  Maria Amalia Christina Franziska Xaveria Flora Walburga von Sachsen, Reina consorte de España, Nápoles y Sicilia (angol nyelven) (html). Geni.com
15. ↑  Mary Louise of Bourbon-Parma (angol nyelven) (html). Geni.com
16. ↑  Maria Antonia di Borbone, Princess of Asturias (angol nyelven) (html). Geni.com
17. ↑  Marie Julie Bonaparte (Clary) (angol nyelven) (html). Geni.com
18. ↑  Maria Isabel Francisca de Bragança, Reina de España (angol nyelven) (html). Geni.com
19. ↑  Maria Josepha Amalia von Sachsen, Queen consort of Spain (angol nyelven) (html). Geni.com
20. ↑  María Cristina Ferdinanda of Bourbon-Two Sicilies (Bourbon), Queen consort of Spain (angol nyelven) (html). Geni.com
21. ↑  Francisco de Asís of Bourbon, Duke of Cádiz (angol nyelven) (html). Geni.com
22. ↑  Marie Vittoria Carlotta Enrichette dal Pozzo della Cisterna (Cisterna), Duchess of Aosta, Queen consort of Spain (angol nyelven) (html). Geni.com
23. ↑  María de las Mercedes de Orléans y Borbón, Reina consorte de España (angol nyelven) (html). Geni.com
24. ↑  Maria Christine Désirée Henriette Felicitas Rainiera of Austria-Habsburg, Queen consort and regent of Spain (angol nyelven) (html). Geni.com
25. ↑  Victoria Eugenia Julia Ena of Battenberg (Battenberg), Queen consort of Spain (angol nyelven) (html). Geni.com
26. ↑  Queen Sofia Margarita Victoria Frederica of Greece and Denmark (Schleswig-Holstein Glücksburg), Queen consort of Spain (angol nyelven) (html). Geni.com
27. ↑  Queen Letizia Ortiz Rocasolano (angol nyelven) (html). Geni.com